# IMAGE (satellite)
Pour les articles homonymes, voir Image (homonymie).
IMAGE (Imager for Magnetopause-to-Aurora Global Exploration), ou Explorer 78, était une mission MIDEX de la NASA qui a étudié la réponse globale de la magnétosphère de la Terre à des changements dans le vent solaire. 

## Historique
Il a été lancé le 25 mars 2000 par une fusée Delta II depuis Vandenberg AFB et a cessé de fonctionner en décembre 2005.
IMAGE a été placé sur une orbite terrestre de 1 000 × 46 000 km, avec une inclinaison de 90 ° (passant au-dessus des pôles) et une période de 14,2 heures. IMAGE a été le premier engin spatial destiné à l'observation de la magnétosphère de la Terre, et il a produit des images globales détaillées du plasma dans la magnétosphère interne. 
Après que le contact ait été perdu en décembre 2005, il est retrouvé par un astronome amateur le 20 janvier 2018 et confirmé par la NASA le 29 janvier 2018.

## Objectifs
Le satellite développé par le centre spatial Goddard de la NASA a pour objectif général d'étudier la réponse globale de magnétosphère terrestre aux changements affectant le vent solaire. Le satellite doit effectuer une cartographie des mouvements du plasma magnétosphérique en trois dimensions avec une haute définition spatiale et temporelle avec les objectifs suivants :
- identifier les principaux processus injectant du plasma dans la magnétosphère durant les tempêtes solaires ;
- déterminer les réactions directes de la magnétosphère aux changements affectant le vent solaire ;
- découvrir de quelle manière et à quel endroit durant les tempêtes solaires et magnétiques les plasmas magnétosphériques gagnent de l'énergie, sont transportés puis disparaissent.

## Caractéristiques techniques
Le satellite est construit par la division Missiles&Space de Lockheed Martin et est basée sur une plateforme spinnée (stabilisée par rotation sur son axe principal). C'est un octogone régulier de 2,25 mètres de diamètre et de 1,52 mètre de hauteur, recouvert de cellules solaires à double jonction  GaInP2/GaAs/Ge (rendement 20-21,5%) qui fournissent 250 watts en moyenne. Des batteries nickel-cadmium permettent de stocker 21 ampères-heures. La structure est constituée par 8 panneaux en aluminium en nid d'abeilles formant les faces de l'octogone et trois plateaux horizontaux subdivisés par des cloisons internes. Durant les phases d'accélération, un tube cylindrique situé au centre du corps du satellite est chargé de reprendre les efforts. Le satellite a une masse totale de 536 kg dont 340 kg de plateforme. Les capteurs utilisés pour le contrôle d'attitude comprennent un capteur solaire, un viseur d'étoiles et un magnétomètre. L'orientation utilise un magnéto-coupleur. L'ordinateur embarqué repose sur une microprocesseur RAD6000 doté d'une mémoire de masse de 4 gigabits. Les communications des données s'effectuent en bande S soit en temps réel (débit de 38 kilobits par seconde soit en différé 2,28 mégabits par seconde). La charge utile, d'une masse totale de 196 kg est constituée par 4 instruments :
- Neutral Atom Imagers (en) (LENA, MENA, HENA) ;
- Far-Ultraviolet (FUV) Imaging System ;
- Extreme Ultraviolet (EUV) Imager ;

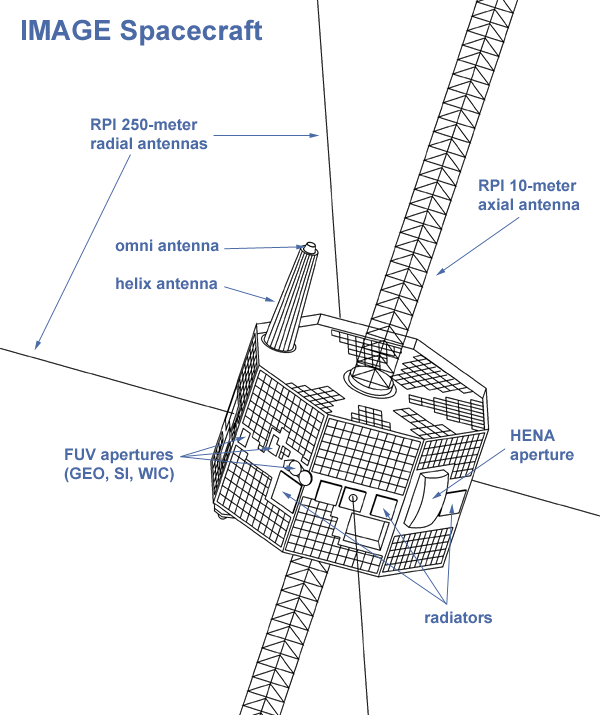
Schéma du satellite IMAGE.

- Radio Plasma Imager (RPI).

## Galerie

Images prises par IMAGE
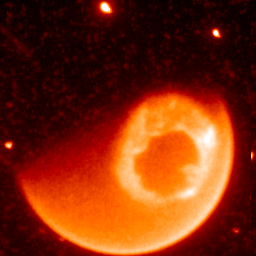
Une aurore polaire vue dans l'extrême ultraviolet (200 – 122 nm) par l'instrument Far-Ultraviolet Imaging System sur IMAGE.
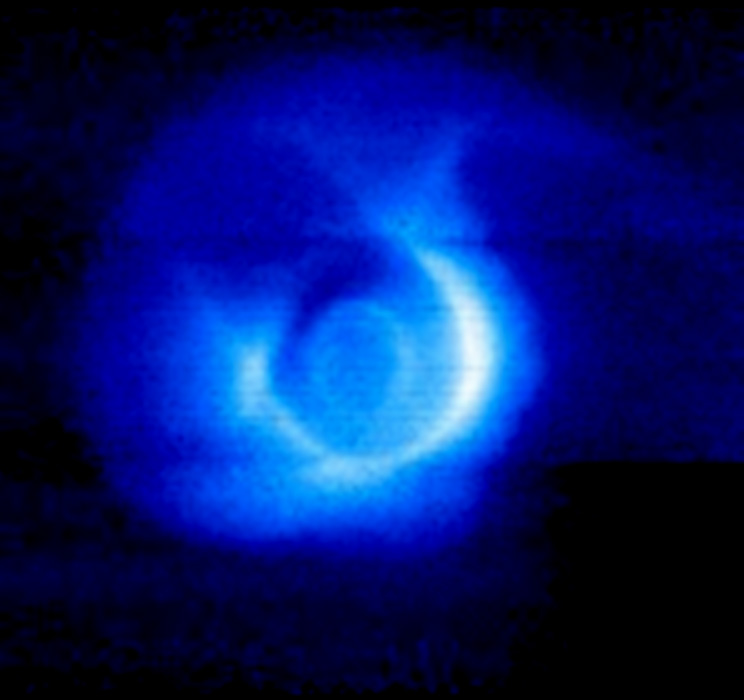
Plasmasphère dans l'ultraviolet.
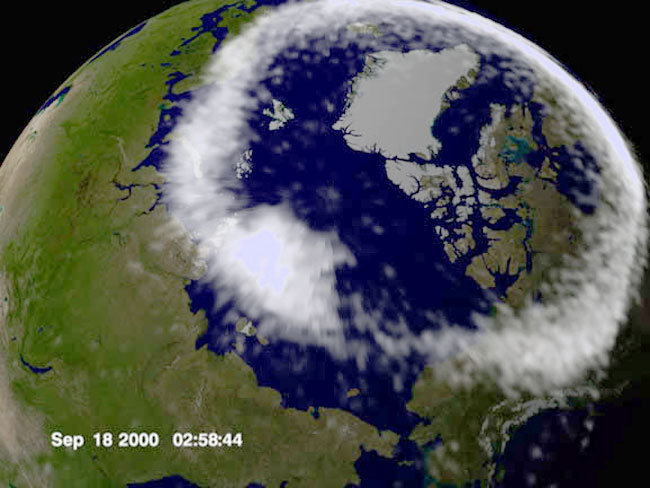
Image en fausses couleurs de la lumière ultraviolet d'une aurore polaire générée par la collision des particules excitée avec les protons.